# Колфакс (Висконсин)
Колфакс (енгл. Colfax) град је у америчкој савезној држави Висконсин.

## Демографија
По попису из 2010. године број становника је 1.158, што је 22 (1,9%) становника више него 2000. године.
| Група             | 2000.         | 2010.         |
| Белци             | 1.112 (97,9%) | 1.112 (96,0%) |
| Афроамериканци    | 3 (0,3%)      | 4 (0,3%)      |
| Азијати           | 0 (0,0%)      | 0 (0,0%)      |
| Хиспаноамериканци | 15 (1,3%)     | 20 (1,7%)     |
| Укупно            | 1.136         | 1.158         |